# 高瀬桃子
高瀬 桃子（たかせ ももこ、1980年3月3日 - ）は、中京圏を拠点に活動するファッションモデル、ローカルタレント。アリス・イン・ワンダーランド所属。愛知県名古屋市出身。血液型O型。身長156cm、バスト78cm、ウェスト57cm、ヒップ84cm、靴のサイズ23.0cm。既婚者で、現在は1児の母。夫は名古屋テレビ放送（メ〜テレ）アナウンサーの佐藤裕二。

## 出演

### テレビ番組
- ぴーかんテレビ 元気がいいね! （東海テレビ） - リポーター
- オイシイのが好き! （テレビ愛知）
- なごやおでかけ情報BOX （2006年4月 - 同年12月、テレビ愛知）
- 日本まんなか直送便（三重テレビ）
- ゲンキ!みえ! 〜生き活きリポート〜（三重テレビ）
- ワクドキ!元気（2007年12月まで、三重テレビ） - グルメ刑事コーナー担当
- シネマ倶楽部（CAC）
- まちバル（スターキャットチャンネル）

### ラジオ番組
- ドラゴンズワールド（CBCラジオ）

### CM
- 吉水建設
- ユニー
- 太陽ハウジング
- ガイアホーム
- スギ薬局